# آهنگ تبدیل کاتالیزگر
آهنگ تبدیل کاتالیزگر (به انگلیسی: Turnover number) نشان دهنده بازده فروکافت در یک واکنش شیمیایی است که به دو شکل آهنگ تبدیل تناوبی کاتالیزگر یا عدد آهنگ تبدیل کاتالیزگر معرفی می‌شود. برای کار کردن در این حوزه، آهنگ تبدیل کاتالیزگر لازم و ضروری است.
{\displaystyle P={\frac {n_{\text{Product}}}{n_{\text{cat.}}}}}

## دلیل تعریف آهنگ تبدیل کاتالیزگر
قبل از این در هفتاد سال پیش، واحدی دلخواهی برای سرعت واکنشهای ناهمگن در نظر گرفته می‌شد. فعالیت کاتالیزگر از نمودار تبدیل بر حسب زمان در دمایی معلوم مشخص می‌شد؛ ولی مسئله این بود که امکان به دست آوردن اطلاعات یکسان در مراکز تحقیقاتی نبود. بی شک مطمئن‌ترین روش شناخت فعالیت کاتالیزگر دانستن ثابت واکنشها در یک سری واکنشهای پشت سر هم است؛ ولی فقط در تعدادی محدود از واکنشها این اطلاعات در دسترس هستند؛ لذا مفاهیم آهنگ تبدیل کاتالیزگر و نیمه عمر جایگزین خوبی هستند. از دید سینتیکی، مقایسه سیستمهای کاتالیزگری با استفاده از آهنگ تبدیل کاتالیزگر در صورتی امکان‌پذیر است که واکنش از درجه صفر و استفاده از نیمه عمر واکنش از درجه اول باشد. فقط در این موارد است که فعالیت کاتالیزگر مستقل از غلظت واکنش دهنده می‌باشد.

## آهنگ تبدیل کاتالیزگر در انواع واکنشها
اگرچه کاتالیزگرها در واکنشهای مختلف از نظر نوع یا شرایط کاری فرق دارند ولی اصول و تعریف‌های بنیادی تفاوت کمی با هم دارند. با کمی تغییر می‌توانیم این تعاریف را گسترش دهیم.

واکنشهای همگن: عدد آهنگ تبدیل کاتالیزگر در واکنشهای شیمیایی با تعداد چرخه‌های کاتالیزگر تا قبل از غیرفعال شدن آن مشخص می‌شود. با تقسیم عدد آهنگ تبدیل به زمان فعال بودن کاتالیزگر، آهنگ تبدیل تناوبی کاتالیزگر بدست خواهد آمد.

واکنشهای ناهمگن: در واکنشهای ناهمگن معمولاً تعداد مقرهای فعال کاتالیزگر در سطح مشخص نیست؛ لذا آهنگ تبدیل برای واکنشهای ناهمگن به ازای مقرهای فعال یا تعداد کاتالیزگرها تعریف می‌شود.
پیچیدگی محاسبه آهنگ تبدیل نه تنها به خاطر دانستن سرعت واکنش بلکه نیار به دانستن مقرهای فعال کاتالیزگر هم دارد. معمولاً در منابع آهنگ تبدیل مستقیم گزارش نمی‌شوند ولی قابل محاسبه می‌باشند.

واکنشهای زیستی: در واکنشهای زیستی، آهنگ تبدیل با سرعت واکنش هنگامی که تمامی آنزیمها با واکنشگرها کمپلکس تشکیل دهد.
لازم است ذکر شود که شیمیدانها فهم متفاوتی از آهنگ تبدیل تناوبی کاتالیزگر یا عدد آهنگ تبدیل کاتالیزگر دارند. از این رو بهتر است بعد این مفاهیم دربارهٔ فعالیت کاتالیزگر در نظر گرفته شود.

## کاربرد آهنگ تبدیل کاتالیزگر
امروزه سرعت واکنشها دیگر به شکل ابعاد دلخواه تعریف نمی‌شود. با دانستن آهنگ تبدیل می‌توان سرعت واکنشها را با هم مقایسه نمود. همچنین می‌توان به تناوب سمی شدن کاتالیزگر پی برد.
در توسعه و انتخاب کاتالیزگرها و ارتقاء دهندها (promoters)، آهنگ تبدیل کاتالیزگر می‌تواند به عنوان مهم‌ترین شناسه مورد توجه قرار گیرد.

## اثر دما بر آهنگ تبدیل کاتالیزگر
از آنجایی که آهنگ تبدیل شامل اطلاعاتی سینتیکی واکنش است، لذا دما با تغییر سینتیک واکنش تأثیر بر روی آهنگ تبدیل کاتالیزگر می‌گذارد. این تغییرات به‌طور تئوری از روابطی نظیر آرینیوس قابل پیش‌بینی هستند.

## محدوده آهنگ تبدیل تناوبی و عدد تبدیل کاتالیزگر
از نطر ریاضی این دو عدد می‌توانند مقادیر بزرگتر از یک را اختیار کنند؛ ولی در صنعت به دنبال کاتالیزگرهایی با عدد تبدیل کاتالیزگر بزرگتر از ۱۰۰۰۰۰۰می‌باشند. معمولاً از ۰٫۰۰۱ تا ۱۰۰ (و برای آنزیم‌ها ۱۰۰۰ تا ۱۰۰۰۰۰۰۰) متغیر می‌باشد.

## وابستگی به ساختار و آرایش ملکولی
برای دانستن اثرات آرایش ملکولی بر روی آهنگ تبدیل باید به دنبال اثرات آرایش ملکولی بر روی سرعت واکنش باشیم. در هر ساختار کریستالی سرعت‌های مختلف مشاهده می‌شود.